# いけ!いけ!ぼくらのVガンダム!!
『いけ! いけ! ぼくらのVガンダム!!』は、ことぶきつかさによる日本の漫画作品。1993年から1994年に『MEDIA COMIX DYNE』（バンダイ）および『MS SAGA』（メディアワークス）に掲載された。
本項の名称は、厳密には単行本の書籍名、および単行本に収載されたアニメ『機動戦士Vガンダム』を題材にした漫画作品シリーズの呼称である。

## 概要
本作はサンライズの公認で『V』をコミカライズした作品であるが、内容は全4話のパロディギャグ漫画となっている。これは作者が仕事の依頼を受けた時点で原作アニメが5 - 6話しか放映されておらず、ストーリー作りに苦心した末に第1話をギャグ路線にし、最後までその路線を貫いて完結させたという経緯による。
原作アニメでは脇役であったマーベット・フィンガーハットが主人公の座を実質上ウッソ・エヴィンから乗っ取っており、マーベットの性格自体も原作アニメと大きく異なり、破天荒なキャラクターとなっている。なお、カテジナ・ルースに「カテ公」とのあだ名を付けたのは、本作のマーベットが初出である。
単行本には、同作者の「ガンダムシリーズ」を題材にした外伝作品が収載されており、実質的な短編集となっている。2012年には、他の短編漫画の追加収載や『ことぶきつかさ短編集 いけ! いけ! ぼくらのVガンダム!!』への改題を経た新装版が、角川書店から発売されている。
なお、本作のファンである庵野秀明は、自作のアニメ『トップをねらえ!』のCD『トップをねらえ! 響綜覧』に収録されている台詞集に、原作アニメでマーベット役を演じた白石文子に本作品でのマーベットの台詞をオマージュとして挿入させている。

## 登場人物

### リガ・ミリティア
マーベット・フィンガーハット
第1話、第2話の主人公。乗りが激しく滅茶苦茶な性格をしており、奇想天外な行動をとることが多い。
ウッソ・エヴィン
アニメ本編での主人公。思春期で性への興味が如実に描かれている一方、ネネカ隊の水着姿を「恥ずかしい」と表現している上に原作通り「幻覚」と認識して一掃している。
シャクティ・カリン
ヒロインの1人。劇中では不幸に遭遇することが多いが、その分腹黒い部分も目立ち、最終話ではカテジナの乗る「ワッパ」に時限爆弾を仕掛けて爆死に追いやった。
オデロ・ヘンリーク
リガ・ミリティアの孤児。役回りはアニメ本編と同じ。
フランダース
シャクティの愛犬。
ハロ
ウッソのロボット。役回りはアニメ本編と同じだが、ウッソの母・ミューラが死亡直後にそのヘルメットを被ってウッソを励ましに行くなど、「場の空気の読めない」一面もある。
ミューラ・ミゲル
ウッソの母。言動が少々荒々しい。アニメ同様死亡してしまう。

### ザンスカール帝国
カテジナ・ルース
ヒロインの1人。当初、リガ・ミリティアではアイドル扱いされていたが、アニメ本編と同じくザンスカール帝国のパイロットとしてウッソと対峙。最終話ではシャクティによって爆死に追いやられた。
クロノクル・アシャー
ザンスカール帝国の軍人にしてパイロット。役回りはアニメ本編とほぼ同じだが、マーベットに頭を蹴られるなど不埒な扱いを受けている。
ネネカ・ニブロー
ザンスカール帝国の軍人でカテジナの部下。役回りはアニメ本編とほぼ同じだが、ネネカ自身を含めた小隊を「プリチィセブン」を名乗り「お色気攻撃」を図るも、ウッソに「恥ずかしい」、「幻覚」と見なされて一掃された。

## 他の収載作品
単行本では以下の漫画作品が収載されている。
12月31日の決意
一年戦争末期、アナベル・ガトーの部隊に配属された新人二等兵ビスレィの葛藤を描いた作品。
なお、本作に登場するジオンの少女整備員ティナは、後に同作者の漫画『機動戦士Ζガンダム デイアフタートゥモロー ―カイ・シデンのレポートより―』にて、ディジェの建造に関わるアナハイム・エレクトロニクスの技術者として再登場している。
ソロモンの悪夢
一年戦争末期、「ソロモンの悪夢」と恐れられたアナベル・ガトーの戦いを描いた作品。
なお、本作にてガトー搭乗機のゲルググの型式番号がYMS-14であるという設定や、同機が用いる試作大型ビームライフルの設定は、2003年に発売されたガンプラ「MG MS-14A ガトー専用ゲルググ」の設定として採用されている。
ニュータイプ・ヒストリー
ブライト・ノアの手記という形式で、歴代ガンダム作品に登場する女性キャラクターについて描いた作品。
いけ! いけ! ぼくらのシャイニングアッガイ!!
描き下ろし。アニメ『機動武闘伝Gガンダム』のパロディ作品であり、アッガイで「ガンダムファイト」ならぬ「アッガイファイト」を行う作品。
カドカワコミックス・エース版では上記の作品に加え、以下の作品が収載されている。
『カイレポ』連載予告漫画（？）
ア・バオア・クー戦の直後から、戦後大学を経てジャーナリストになるまでの回想風の独白、ラストではカイがティターンズに潜入しているシーンまでが描かれている。
カイ・シデンのドリーム
いけ! いけ! 僕らのシェンロンアッガイ
いけ! いけ! 僕らのウイングアッガイ
上記2作は『MS SAGA』vol.10および『電撃ガンダムW』掲載。アニメ『新機動戦記ガンダムW』のパロディ作品。

## 単行本
電撃コミックス版
1. 1994年10月15日刊行 ISBN 978-4073018131

カドカワコミックス・エース版
1. 2012年11月26日刊行 ISBN 978-4041205174